# Juan Patricio Riveroll
Juan Patricio Riveroll (1979, Ciudad de México, México) es un director, escritor y productor de cine.

## Biografía
Juan Patricio Riveroll empezó en varios cursos de apreciación cinematográfica de la escuela preparatoria. Vivió seis meses en París y regresó a México para estudiar Comunicación en la Universidad Iberoamericana. Escribió crítica cinematográfica para una revista en línea, y trabajó como asistente de dirección para comerciales de televisión y director de algunos cortometrajes, que lo llevaron al American Film Institute Directing Program en 2003. 
Volvió a México para realizar su primer largometraje, Ópera. También imparte clases en la escuela de cine Arte 7 y en la Iberoamericana. Es editor del contenido cinematográfico de la revista Marvin, especializada en música, arte y cine, en la que también escribe una columna mensual.

## Filmografía

### Cine
- Ópera (2007)

## Premios

### Festival de Cine deEl Cairo
| Año  | Resultado | Premio                                                                       | Categoría/Destinatario(s)                                                                                 |
| ---- | --------- | ---------------------------------------------------------------------------- | --- |
| 2007 | Ganador   | Premio FIPRESCI Premio Naguib Mahfouzp por el Primer o Segundo Mejor Trabajo | Competición Internacional - Largometrajes Por: Ópera Competición Internacional - Largometrajes Por: Ópera |